# Cnidopus japonicus
Cnidopus japonicus is een zeeanemonensoort uit de familie Actiniidae.
Cnidopus japonicus is voor het eerst wetenschappelijk beschreven door Verrill in 1870.